# ČD-Baureihe 755
Die Fahrzeuge der ČD-Baureihe 755 sind Streckendiesellokomotiven der Tschechischen Bahnen (ČD) für den Güterverkehr. Sie entstanden 2005 als Baumuster im Rahmen eines geplanten Rekonstruktionsprogrammes aus Fahrzeugen der Baureihe 753 (vormals T 478.3).

## Geschichte
In den 1970er Jahren baute ČKD in Prag insgesamt 408 Lokomotiven der Baureihe T 478.3. Die Lokomotiven bewährten sich im mittelschweren Reise- und Güterzugdienst auf den nicht elektrifizierten Hauptbahnen. Mit ihrer Achslast von nur 18 Tonnen sind die Lokomotiven sehr freizügig einsetzbar, sodass sie echte Universallokomotiven wurden.
Mitte der 1990er Jahre gelangten die ersten Lokomotiven an das Ende ihrer normativen Nutzungsdauer. Da eine Neubeschaffung von Diesellokomotiven aus finanziellen Gründen ausschied, wurde zunächst nur die Dampfheizeinrichtung durch einen elektrischen Heizgenerator ersetzt. Gleichzeitig begann die Ausmusterung erster Fahrzeuge, für die sich eine weitere Aufarbeitung nicht lohnte.
Ein Teil der ausgemusterten Fahrzeuge wurden jedoch 1996 von ŽOS Česká Třebová (heute: ČMKS) mit neuen Motoren von Caterpillar ausgestattet und an eine italienische Privatbahn verkauft. Baugleiche Fahrzeuge gingen wenig später auch an die privaten tschechischen Eisenbahnverkehrsunternehmen OKD Doprava und Unipetrol Doprava. Diese Lokomotiven wurden dort unter der neuen Baureihennummer 753.7 eingeordnet.
Im Jahre 2005 ließen auch die ČD zwei Lokomotiven entsprechend umbauen. Neben dem Motor wurde auch der Traktionsgenerator und die gesamte elektrische Ausrüstung erneuert. Eine Heizeinrichtung wurde entsprechend den vorgesehenen Einsätzen im Güterverkehr nicht vorgesehen.
Beheimatet waren die beiden Lokomotiven in Praha-Vršovice. Mit der Herauslösung der Güterverkehrssparte der ČD zum 1. Dezember 2007 gelangten die Loks zu ČD Cargo, die sie von Ústí nad Labem und Kralupy nad Vltavou aus einsetzen.